# フレディ・バイナム

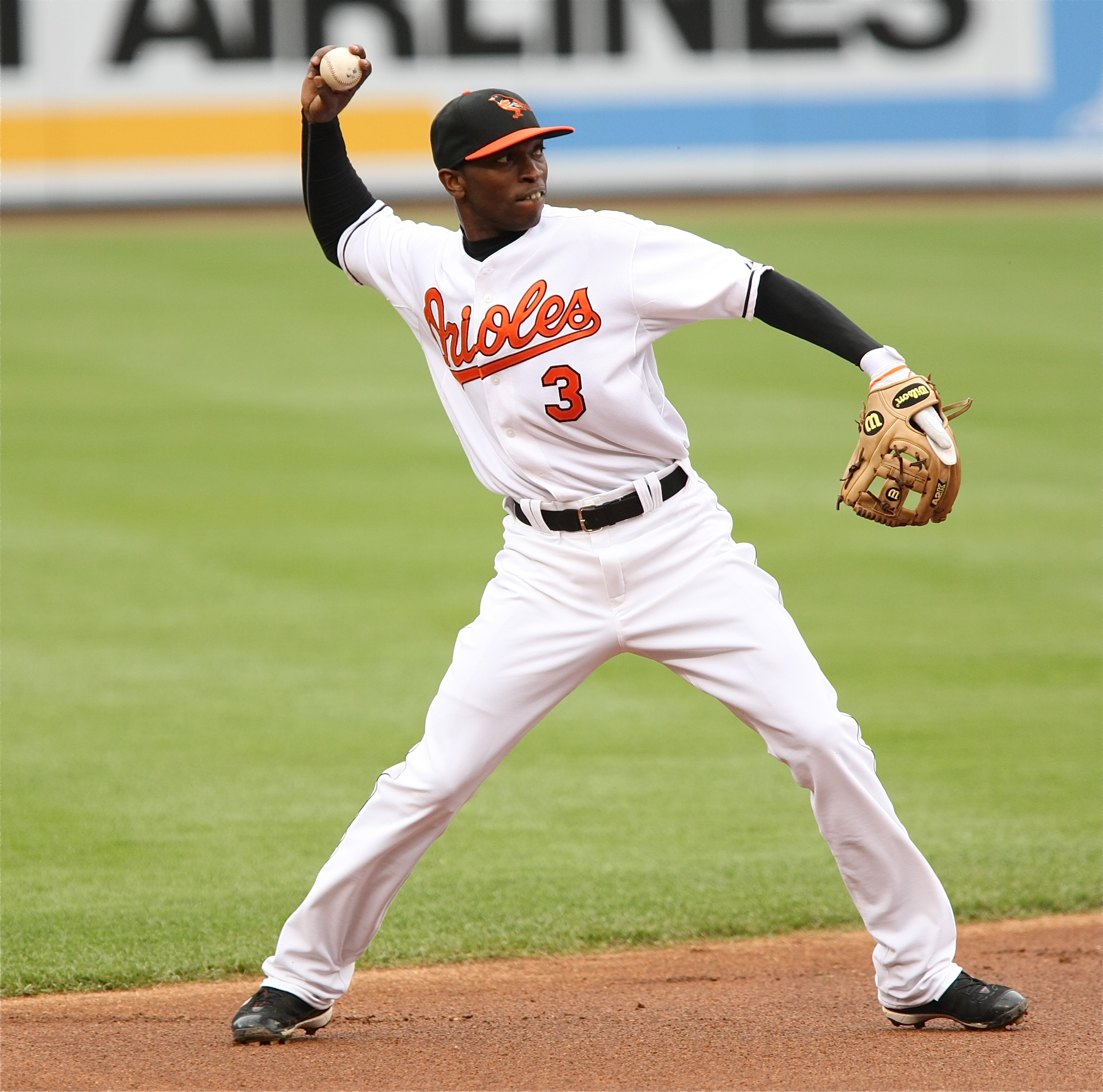
オリオールズ時代（2008年）

フレディ・リー・バイナム・ジュニア（Freddie Lee Bynum Jr. , 1980年3月15日 - ）は、アメリカ合衆国ノースカロライナ州出身の元プロ野球選手（内野手）。

## 来歴・人物
2000年にドラフト2巡目でオークランド・アスレチックスから指名を受け、プロ入り。オリオールズでは外野手登録となっているが、2006年はレフトが13試合、ライトが8試合、センターが3試合なのに対して、セカンドも18試合守っている。打撃は特別良くはない。2007年は、ショートを15試合守っている。
2008年にボルチモア・オリオールズより解雇された後、ワシントン・ナショナルズのマイナーリーグ組織でプレーしていた。アトランタ・ブレーブスに対して相性が良く、2006年は14打数4安打4打点で打率.286と、シーズン打率.257に比べると、高い水準を保っている。また、2006年は4本のホームランを放っているが、そのうち2本はこれもまたブレーブス戦で放っている。
2010年3月、オリックス・バファローズに入団。背番号は清原和博が引退して1年間空き番となっていた「5」。成績不振で解雇されたホセ・フェルナンデスと交渉決裂で退団したタフィ・ローズの後釜としてバルディリスと共に期待された。
開幕当初は主に代走要員として一軍に帯同。4月27日の対日本ハム戦で、前の試合で敗戦に繋がる痛恨の失策をした後藤光尊に替わって、二塁手として来日初スタメンとなるが、5回裏に痛恨のタイムリーエラーをし、それが決勝点となり敗れ、5月3日のソフトバンク戦で、同点で迎えた6回裏の無死満塁で代打起用され1球も振らず見逃し三振に終わり、翌日に二軍降格。チームのBクラスが決定した後、9月28日に一軍昇格し、残りの3試合でスタメン出場するが、公式戦最終試合の10月1日対ロッテ戦で、初回に逆転を許す失策をし、最終打席で内野ゴロながら来日初打点を記録するも、4-5で敗れ、ロッテはクライマックス・シリーズ進出を決める。一軍での試合出場は16、打率.138、1打点、二軍では74試合に出場して打率.282、リーグ最多の8三塁打、チーム最多の16盗塁。球団は翌年も契約を更新する方針で、10月のフェニックスリーグにも帯同し、10月23日の試合ではサイクル安打も達成した。しかし、条件面で折り合いがつかず、1年で退団した。
2011年、セントルイス・カージナルスとマイナー契約、翌年に1年間独立リーグでプレーし、その後は一般職に就く。

## 選手としての特徴
本職の遊撃手を中心に内・外野の全ポジションを高いレベルでこなすユーティリティープレイヤー。俊足も持ち味であり、盗塁を得意としていた。

## 詳細情報

### 年度別打撃成績
| 年 度    | 球 団      | 試 合 | 打 席 | 打 数 | 得 点 | 安 打 | 二 塁 打 | 三 塁 打 | 本 塁 打 | 塁 打 | 打 点 | 盗 塁 | 盗 塁 死 | 犠 打 | 犠 飛 | 四 球 | 敬 遠 | 死 球 | 三 振 | 併 殺 打 | 打 率 | 出 塁 率 | 長 打 率 | O P S |
| -------- | ---------- | ----- | ----- | ----- | ----- | ----- | -------- | -------- | -------- | ----- | ----- | ----- | -------- | ----- | ----- | ----- | ----- | ----- | ----- | -------- | ----- | -------- | -------- | ----- |
| 2005     | OAK        | 7     | 7     | 7     | 0     | 2     | 1        | 0        | 0        | 3     | 1     | 0     | 0        | 0     | 0     | 0     | 0     | 0     | 3     | 0        | .286  | .286     | .429     | .715  |
| 2006     | CHC        | 71    | 148   | 136   | 20    | 35    | 5        | 5        | 4        | 62    | 12    | 8     | 4        | 2     | 0     | 9     | 0     | 1     | 44    | 2        | .257  | .308     | .456     | .764  |
| 2007     | BAL        | 70    | 101   | 96    | 21    | 25    | 8        | 2        | 2        | 43    | 11    | 8     | 1        | 1     | 0     | 2     | 0     | 2     | 30    | 2        | .260  | .290     | .448     | .738  |
| 2008     | BAL        | 40    | 121   | 112   | 13    | 20    | 3        | 1        | 0        | 25    | 8     | 2     | 3        | 3     | 0     | 5     | 0     | 1     | 31    | 2        | .179  | .220     | .223     | .443  |
| 2010     | オリックス | 16    | 29    | 29    | 5     | 4     | 2        | 0        | 0        | 6     | 1     | 0     | 0        | 0     | 0     | 0     | 0     | 0     | 9     | 0        | .138  | .138     | .207     | .345  |
| MLB：4年 | MLB：4年   | 188   | 377   | 351   | 54    | 82    | 17       | 8        | 6        | 133   | 32    | 18    | 8        | 6     | 0     | 16    | 0     | 4     | 108   | 6        | .234  | .275     | .379     | .654  |
| NPB：1年 | NPB：1年   | 16    | 29    | 29    | 5     | 4     | 2        | 0        | 0        | 6     | 1     | 0     | 0        | 0     | 0     | 0     | 0     | 0     | 9     | 0        | .138  | .138     | .207     | .345  |

### 記録
NPB
- 初出場：2010年3月31日、対北海道日本ハムファイターズ2回戦（東京ドーム）、9回表にアレックス・カブレラの代走として出場
- 初先発出場：2010年4月27日、対北海道日本ハムファイターズ6回戦（札幌ドーム）、3番・二塁手として先発出場
- 初安打：2010年4月29日、対北海道日本ハムファイターズ8回戦（札幌ドーム）、7回表にボビー・ケッペルから右前安打
- 初打点：2010年10月1日、対千葉ロッテマリーンズ24回戦（千葉マリンスタジアム）、9回表に伊藤義弘から遊撃ゴロの間に記録

### 背番号
- 46 （2005年）
- 4 （2006年）
- 57 （2007年 - 同年途中）
- 9 （2007年途中 - 2008年）
- 5 （2010年）